# Полутри
Полутри (итал. Pollutri) је насеље у Италији у округу Кјети, региону Абруцо.
Према процени из 2011. у насељу је живело 823 становника. Насеље се налази на надморској висини од 184 м.

## Становништво
Према резултатима пописа становништва 2011. у општини је живело 2.306 становника.
| 1931. | 1936. | 1951. | 1961. | 1971. | 1981. | 1991. | 2001. | 2011. |
| ----- | ----- | ----- | ----- | ----- | ----- | ----- | ----- | ----- |
| 3.964 | 4.173 | 4.123 | 3.313 | 3.107 | 2.650 | 2.473 | 2.345 | 2.306 |